# Gully (filme)
Gully (bra: A Gangue) é um filme de drama dos Estados Unidos lançado no Festival de Cinema de Tribeca 2019. É o primeiro dirigido por Nabil Elderkinin, e segue a vida de três jovens problemáticos em Los Angeles. O elenco foi anunciado em março de 2018 e as gravações começaram no mesmo mês.

## Elenco
- Charlie Plummer .... Nicky
- Jacob Latimore ..... Calvin
- Jonathan Majors .... Greg
- Kelvin Harrison Jr. .... Jesse
- Amber Heard .... Joyce
- Terrence Howard .... Sr. Christmas
- Rayven Symone Ferrell .... Keisha
- Chastity Dotson .... Angela
- Chris Gann - Barett

## Recepção
No site agregador de críticas Rotten Tomatoes, 25% das 28 resenhas dos críticos são positivas, com uma classificação média de 4/10.
No Common Sense Media, Monique Jones disse que "o intenso drama de Nabil Elderkin avança o subgênero de contar histórias sobre as pessoas que vivem no sul de Los Angeles, mergulhando profundamente na humanidade de seus personagens." No RogerEbert.com, Brian Tallerico disse que "sem saber que história está contando, Nabil Elderkin com  Gully só se mantém unido pelo puro talento de seu jovem elenco."